# 白腹鼠耳蝠
白腹鼠耳蝠（学名：Myotis sp. 1）为蝙蝠科鼠耳蝠屬下的一个种。

## 扩展阅读
- 維基物種上的相關：白腹鼠耳蝠